# Noélie Yarigo
Noélie Yarigo (Benin, 26. prosinca 1985.) je beninska atletičarka i srednjeprugaška trkačica na 800 metara. Kao jedina predstavnica Benina na Svjetskom prvenstvu u atletici 2015. u Pekingu, natjecala se na 800 metara u ženskoj konkurenciji.

## Karijera

### Svjetsko prvenstvo u atletici 2015.
| Atletičar     | Disciplina | Kvalifikacije | Kvalifikacije | Vrijeme | Vrijeme | Poluzavršnica | Poluzavršnica | Završnica | Završnica |
| Atletičar     | Disciplina | Vrijeme       | Plasman       | Vrijeme | Plasman | Vrijeme       | Plasman       | Vrijeme   | Plasman   |
| ------------- | ---------- | ------------- | ------------- | ------- | ------- | ------------- | ------------- | --------- | --------- |
| Noélie Yarigo | 800 metara | 2:02.48       | 35.           | DNA     | DNA     | DNA           | DNA           | DNA       | DNA       |

## Vanjske poveznice
|  | Zajednički poslužitelj ima još gradiva o temi Noélie Yarigo |